# Palme (Brabecke)
Die Palme ist ein 6,3 km langer, rechter Nebenfluss der Brabecke im nordrhein-westfälischen Hochsauerlandkreis, Deutschland.
Im Oberlauf werden die Quellflüsse Rösternath und Kietelsiepen rund 1,3 Kilometer südlich von Bödefeld zur Palme. In der Zeit von 2008 bis 2011 wurde die Palme im Ort Bödefeld für rund eine Million Euro renaturiert. Südlich von Westernbödefeld fließt der Fluss in die Brabecke.

## Nebenflüsse
Der Palme fließen von den umliegenden Höhen unter anderem die Bermecke, Lermecke und Rehmecke zu.